# Neatârnarea, Tulcea
Neatârnarea (în trecut Cail Dere) este un sat în comuna Beidaud din județul Tulcea, Dobrogea, România. Se află în partea de sud a județului,  în Podișul Casimcei.